# Cotswold Airport
Cotswold Airport (engelska: Kemble Airfield) är en flygbas i Storbritannien.   Den ligger i grevskapet Wiltshire och riksdelen England, i den södra delen av landet, 130 km väster om huvudstaden London. Cotswold Airport ligger 126 meter över havet.
Terrängen runt Cotswold Airport är platt. Runt Cotswold Airport är det ganska tätbefolkat, med 160 invånare per kvadratkilometer. Närmaste större samhälle är Cirencester, 8,0 km nordost om Cotswold Airport. Trakten runt Cotswold Airport består till största delen av jordbruksmark.